# 북구 (광주광역시)
북구(北區)는 광주광역시의 구이다.

## 역사
- 1980년 4월 1일: 동구의 일부와 서구의 일부를 관할로 북구를 설치하였다. (19 행정동)
  - 동구 지역: 중흥1동, 중흥2동, 석곡출장소(우산동, 풍향1동, 풍향2동, 문화동, 서산동, 충효동, 청옥동, 장운동), 지산출장소(본촌동, 우치동, 삼소동) - 석곡·지산 출장소 폐지
  - 서구 지역: 유동, 누문동, 북동, 임동, 동운동, 태봉동
- 1982년 9월 1일: 중흥2동을 중흥2동과 중흥3동으로 분동하였고, 동운동을 동운1동과 동운2동으로 분동하였다. (21 행정동)
- 1983년 2월 15일: 전라남도 장성군 남면 삼태리 일부를 오룡동으로 편입하였다.
- 1983년 11월 1일: 태봉동을 신안동과 용봉동으로 분동하였다. (22 행정동)
- 1985년 11월 1일: 두암동이 문화동에서 분동하였다. (23 행정동)
- 1986년 11월 1일: 광주시가 직할시로 승격하여 광주직할시 북구가 되었다.
- 1989년 5월 15일: 두암동을 두암1동과 두암2동으로 분동하였다. (24 행정동)
- 1993년 12월 1일: 동운1동을 동운1동과 동운3동으로 분동하였다. (25 행정동)
- 1994년 7월 1일: 오치동이 서산동에서 분동하였다. (26 행정동)
- 1995년 1월 1일: 광주광역시 북구가 되었다.
- 1995년 3월 1일: 문흥동이 문화동에서 분동하고, 두암1동을 두암1동과 두암3동으로 분동하였다. (28 행정동)
- 1996년 1월 9일: 문흥동을 문흥1동과 문흥2동으로 분동하였다. (29 행정동)
- 1997년 3월 1일: 동림동이 동운3동에서, 매곡동이 서산동에서 분동하고, 오치동을 오치1동과 오치2동으로 분동하였다. 동운동을 운암동으로 개칭하고, 유동, 누문동, 북동을 중앙동으로, 풍향1동과 풍향2동을 풍향동으로 합동하였다. (29 행정동)
- 1998년 9월 21일: 충효동, 청옥동, 장운동을 석곡동으로, 본촌동, 우치동, 삼소동을 건국동으로 합동하였다. (25 행정동)
- 2003년 7월 7일: 서산동을 삼각동과 일곡동으로 분동하였다. (26 행정동)
- 2013년 3월 18일: 양산동이 건국동에서 분동하였다. (27 행정동)
- 2020년 7월 27일: 신용동이 건국동에서 분동하였다. (28 행정동)
- 2024년 1월 1일: 중흥2동과 중흥3동을 중흥동으로 합동하였다. (27 행정동)

## 행정 구역
광주 북구의 행정 구역은 27 행정동, 41 법정동으로 구성되어 있다. 광주 북구의 면적은 120.31 km2이며, 인구는 2020년 7월 말 주민등록 기준으로 43만3463 명, 19만 694 가구이다.

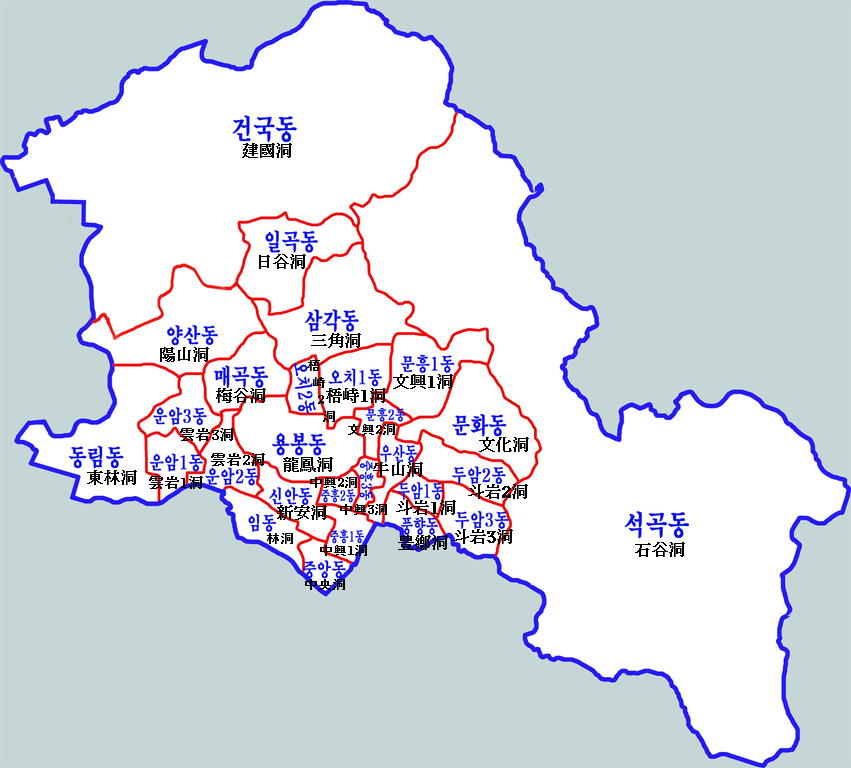
광주 북구의 행정구역

| 행정동  | 한자    | 면적 (km2) | 인구    | 세대    |
| ------- | ------- | ---------- | ------- | ------- |
| 중흥1동 | 中興1洞 | 0.62       | 5,024   | 3,074   |
| 중흥동  | 中興洞  | 1.05       | 11,992  | 6,553   |
| 중앙동  | 中央洞  | 0.67       | 3,319   | 2,117   |
| 임동    | 林洞    | 1.22       | 8,106   | 3,761   |
| 신안동  | 新安洞  | 1.24       | 11,701  | 6,629   |
| 용봉동  | 龍鳳洞  | 3.14       | 38,215  | 16,667  |
| 운암1동 | 雲岩1洞 | 1.17       | 19,655  | 7,309   |
| 운암2동 | 雲岩2洞 | 1.20       | 12,706  | 6,091   |
| 운암3동 | 雲岩3洞 | 1.28       | 14,054  | 5,566   |
| 동림동  | 東林洞  | 4.34       | 23,424  | 9,519   |
| 우산동  | 牛山洞  | 0.97       | 10,914  | 5,815   |
| 풍향동  | 豊鄕洞  | 0.78       | 6,108   | 2,856   |
| 문화동  | 文化洞  | 3.17       | 19,154  | 8,751   |
| 문흥1동 | 文興1洞 | 2.14       | 16,661  | 6,458   |
| 문흥2동 | 文興2洞 | 0.80       | 16,470  | 7,305   |
| 두암1동 | 斗岩1洞 | 0.85       | 8,068   | 3,930   |
| 두암2동 | 斗岩2洞 | 1.64       | 16,733  | 7,569   |
| 두암3동 | 斗岩3洞 | 1.10       | 14,087  | 7,898   |
| 삼각동  | 三角洞  | 3.35       | 14,541  | 5,983   |
| 일곡동  | 日谷洞  | 0.75       | 30,706  | 11,339  |
| 매곡동  | 梅谷洞  | 3.73       | 14,298  | 5,418   |
| 오치1동 | 梧峙1洞 | 1.87       | 11,647  | 5,555   |
| 오치2동 | 梧峙2洞 | 2.18       | 12,923  | 6,909   |
| 석곡동  | 石谷洞  | 48.42      | 2,686   | 1,453   |
| 건국동  | 建國洞  | 26.4       | 22,584  | 9,110   |
| 양산동  | 陽山洞  | 5.86       | 37,818  | 15,838  |
| 신용동  | 臣龍洞  | 1.8        | 29,869  | 11,221  |
| 북구    | 北區    | 121.74     | 433,463 | 190,694 |

## 인구
| 연도   | 총인구    |  |
| ------ | --------- |  |
| 1990년 | 353,025명 |  |
| 1995년 | 458,899명 |  |
| 2000년 | 477,591명 |  |
| 2005년 | 460,098명 |  |
| 2010년 | 477,593명 |  |
| 2015년 | 459,715명 |  |

## 구청
- 현재 북구청은 광주광역시 북구 용봉동에 위치해 있다.

## 교육 기관
- 국공립대학교

|  | - 전남대학교 | - 광주교육대학교 | - 광주과학기술원 |

- 사립대학교

|  | - 광신대학교 | - 조선대학교 첨단산학캠퍼스 |

- 사립전문대학

|  | - 서영대학교 | - 동강대학 |

- 폴리텍대학

|  | - 한국폴리텍5대학 |

- 고등학교

|  | - 광주과학고등학교 - 광주공업고등학교 - 광주자연과학고등학교 - 광주예술고등학교 - 광주체육고등학교 | - 전남여자상업고등학교 - 금파공업고등학교 - 서강고등학교 - 살레시오고등학교 - 금호고등학교 | - 문정여자고등학교 - 국제고등학교 - 금호중앙여자고등학교 - 광주숭일고등학교 - 광주동신여자고등학교 | - 광주동신고등학교 - 광주경신여자고등학교 - 고려고등학교 - 광주제일고등학교 - 전남대사대부설고등학교 - 빛고을고등학교 |

- 특수학교

|  | - 은혜학교 |

## 대형마트
- 홈플러스 동광주점

## 국제교류
| 지역 & 국가 | 도시       | 도시   |
| ----------- | ---------- | ------ |
| 대한민국    | 경기도     | 의왕시 |
| 대한민국    | 경상남도   | 고성군 |
| 대한민국    | 대구광역시 | 남구   |
| 대한민국    | 대구광역시 | 달서구 |
| 대한민국    | 울산광역시 | 북구   |
| 대한민국    | 인천광역시 | 부평구 |
| 대한민국    | 충청남도   | 금산군 |

| 지역 & 국가 | 도시     | 도시   |
| ----------- | -------- | ------ |
| 대한민국    | 전라남도 | 완도군 |